# Sadocus dilatatus
Sadocus dilatatus is een hooiwagen uit de familie Gonyleptidae.